# Creontiades debilis
Creontiades debilis är en insektsart som beskrevs av Van Duzee 1915. Creontiades debilis ingår i släktet Creontiades och familjen ängsskinnbaggar. Inga underarter finns listade i Catalogue of Life.